# 萨高谷地圣约翰
萨高谷地圣约翰是奥地利施蒂利亚州莱布尼茨县的一个市镇。总面积26.98平方公里，总人口2064人，人口密度76.5人/平方公里（2005年）。